# NASCAR Grand National Series 1954
Sezon 1954 w wyścigach NASCAR rozpoczął się 7 lutego a zakończył 24 października. Zwyciężył Lee Petty, który zdobył 8649 pkt w klasyfikacji generalnej (zwyciężał 7-krotnie). 

## Kalendarz i zwycięzcy
| #  | Data            | Nazwa wyścigu                | Tor                             |                 |                 |                 |
| 1  | 7 lutego        | Wyścig 1                     | Palm Beach Speedway             | Herb Thomas     | Buck Baker      | Lee Petty       |
| 2  | 21 lutego       | Wyścig 2                     | Daytona Beach & Road Course     | Lee Petty       | Buck Baker      | Curtis Turner   |
| 3  | 7 marca         | Wyścig 3                     | Speedway Park                   | Herb Thomas     | Fonty Flock     | Lee Petty       |
| 4  | 21 marca        | Wyścig 4                     | Lakewood Speedway               | Herb Thomas     | Buck Baker      | Dick Rathmann   |
| 5  | 28 marca        | Wyścig 5                     | Oglethorpe Speedway             | Al Keller       | Buck Baker      | Gober Sosebee   |
| 6  | 28 marca        | Wyścig 6                     | Oakland Stadium                 | Dick Rathmann   | Marvin Panch    | John Soares     |
| 7  | 4 kwietnia      | Wilkes County 160            | North Wilkesboro Speedway       | Dick Rathmann   | Herb Thomas     | Joe Eubanks     |
| 8  | 18 kwietnia     | Wyścig 8                     | Occoneechee Speedway            | Herb Thomas     | Donald Thomas   | Buck Baker      |
| 9  | 25 kwietnia     | Wyścig 9                     | Central City Speedway           | Gober Sosebee   | Dick Rathmann   | Jim Paschal     |
| 10 | 2 maja          | Wyścig 10                    | Langhorne Speedway              | Herb Thomas     | Al Keller       | Dick Rathmann   |
| 11 | 9 maja          | Wyścig 11                    | Wilson Speedway                 | Buck Baker      | Al Keller       | Ralph Liguori   |
| 12 | 16 maja         | Goody's Fast Pain Relief 500 | Martinsville Speedway           | Jim Paschal     | Lee Petty       | Curtis Turner   |
| 13 | 23 maja         | Wyścig 13                    | Sharon Speedway                 | Lee Petty       | Buck Baker      | Dick Rathmann   |
| 14 | 29 maja         | Raleigh 250                  | Raleigh Speedway                | Herb Thomas     | Dick Rathmann   | Hershel McGriff |
| 15 | 30 maja         | Wyścig 15                    | Charlotte Speedway              | Buck Baker      | Lee Petty       | Joe Eubanks     |
| 16 | 30 maja         | Wyścig 16                    | Carrell Speedway                | John Soares     | Jim Dane        | Danny Letner    |
| 17 | 6 czerwca       | Columbia 200                 | Columbia Speedway               | Curtis Turner   | Hershel McGriff | Dick Rathmann   |
| 18 | 13 czerwca      | Wyścig 18                    | Linden Airport                  | Al Keller       | Joe Eubanks     | Buck Baker      |
| 19 | 19 czerwca      | Hickory 276                  | Hickory Motor Speedway          | Herb Thomas     | Lee Petty       | Buck Baker      |
| 20 | 25 czerwca      | Wyścig 20                    | Monroe County Fairgrounds       | Lee Petty       | Herb Thomas     | Dick Rathmann   |
| 21 | 27 czerwca      | Wyścig 21                    | Williams Grove Speedway         | Herb Thomas     | Dick Rathmann   | Hershel McGriff |
| 22 | 3 lipca         | Wyścig 22                    | Piedmont Interstate Fairgrounds | Herb Thomas     | Jimmie Lewallen | Lee Petty       |
| 23 | 4 lipca         | Wyścig 23                    | Asheville-Weaverville Speedway  | Herb Thomas     | Jimmie Lewallen | Dick Rathmann   |
| 24 | 10 lipca        | Wyścig 24                    | Santa Fe Speedway               | Dick Rathmann   | Herb Thomas     | Hershel McGriff |
| 25 | 11 lipca        | Wyścig 25                    | Grand River Speedrome           | Lee Petty       | Buck Baker      | Dick Rathmann   |
| 26 | 30 lipca        | Wyścig 26                    | Morristown Speedway             | Buck Baker      | Herb Thomas     | Hershel McGriff |
| 27 | 1 sierpnia      | Wyścig 27                    | Oakland Stadium                 | Danny Letner    | Marvin Panch    | Allen Adkins    |
| 28 | 13 sierpnia     | Wyścig 28                    | Southern States Fairgrounds     | Lee Petty       | Dick Rathmann   | Bob Welborn     |
| 29 | 22 sierpnia     | Wyścig 29                    | Bay Meadows Speedway            | Hershel McGriff | Bill Amick      | Dick Rathmann   |
| 30 | 29 sierpnia     | Wyścig 30                    | Corbin Speedway                 | Lee Petty       | Hershel McGriff | Buck Baker      |
| 31 | 6 września      | Southern 500                 | Darlington Raceway              | Herb Thomas     | Curtis Turner   | Marvin Panch    |
| 32 | 12 września     | Wyścig 32                    | Central City Speedway           | Hershel McGriff | Tim Flock       | Lee Petty       |
| 33 | 24 września     | Wyścig 33                    | Southern States Fairgrounds     | Hershel McGriff | Lee Petty       | Buck Baker      |
| 34 | 26 września     | Wyścig 34                    | Langhorne Speedway              | Herb Thomas     | Lee Petty       | Hershel McGriff |
| 35 | 10 października | Mid-South 250                | Memphis-Arkansas Speedway       | Buck Baker      | Dick Rathmann   | Lee Petty       |
| 36 | 17 października | TUMS Fast Relief 500         | Martinsville Speedway           | Lee Petty       | Hershel McGriff | Buck Baker      |
| 37 | 24 października | Wilkes 160                   | North Wilkesboro Speedway       | Hershel McGriff | Buck Baker      | Herb Thomas     |

## Klasyfikacja końcowa - najlepsza 10
| Poz. | Kierowca        | Pkt  |
| ---- | --------------- | ---- |
|      | Lee Petty       | 8649 |
|      | Herb Thomas     | 8366 |
|      | Buck Baker      | 6893 |
| 4    | Dick Rathmann   | 6760 |
| 5    | Joe Eubanks     | 5467 |
| 6    | Hershel McGriff | 5137 |
| 7    | Jim Paschal     | 3903 |
| 8    | Jimmie Lewallen | 3233 |
| 9    | Curtis Turner   | 2994 |
| 10   | Ralph Liguori   | 2905 |